# Baclofeno
O baclofeno é um relaxante muscular de ação central usado para tratar espasmos, soluços persistentes (singulto) e neuralgias. É um derivado do GABA (Ácido gama-aminobutírico), que atua como agonista do Receptor GABAB.

## Mecanismo de ação
Baclofeno é um agonista direto nos receptores GABA. O mecanismo preciso de ação do Baclofeno não é totalmente conhecido. É capaz de inibir reflexos monossinápticos e polissináptico no nível da coluna vertebral, possivelmente por hiperpolarização de terminais aferentes, embora ações em locais supraespinhais também possam ocorrer e contribuam para o seu efeito clínico.

## Farmacocinética
Baclofeno administrado por via oral é absorvido rápido e completamente, porém a taxa e extensão da absorção são inversamente proporcionais à dose. Alcança nível sanguíneo máximo em 2 a 3 horas. É amplamente distribuído por todo o corpo e apenas uma pequena quantidade atravessa a barreira hemato-encefálica. A ligação às proteínas plasmáticas é de 25-30%. Apenas 15% é metabolizado no fígado, enquanto 80% da droga é eliminada inalterada na urina. A semi-vida é de 2,5 eliminação a 4 horas.

## Efeitos adversos
Entre seus efeitos adversos se encontram a sonolência, náuseas e vômitos, confusão mental, vertigem, hipotonia, cefaleia, tremores, reações alérgicas e efeitos paradóxicos.fraqueza muscular

## Contra-indicação
Não se deve administrar por via intravenosa, intramuscular, subcutânea nem subdural. Precaução ao usar com insuficiência renal.

## Interação
A interação medicamentosa do baclofeno envolve sua aplicação injetável concomitante com a morfina administrada pela via epidural. É potencializado por antidepressivos tricíclicos.